# Sandra Bayrhammer
Sandra Bayrhammer (* 1978 in Salzburg) ist eine österreichische Schauspielerin.

## Werdegang
Sandra Bayrhammer studierte 1996/97 am Franz-Schubert-Konservatorium für Musik und darstellende Kunst in Wien und danach bis 2000 Schauspiel an der Elisabethbühne am Schauspielhaus Salzburg. Anschließend hatte sie Engagements am Schauspielhaus Salzburg (2000/01), am Staatstheater Kassel (2001–05) und am Schauspiel Frankfurt (2005–09). In der Spielzeit 2009/10 war sie festes Ensemblemitglied am Schauspiel Hannover. In Frankfurt spielte sie unter anderem in Inszenierungen von Martin Nimz, Karin Neuhäuser, Armin Petras, Urs Troller, und Wanda Golonka. In Hannover arbeitete sie mit Regisseuren wie Florian Fiedler, Lars-Ole Walburg und Sebastian Schug zusammen.

## Hörspiele
- 2013: Anne Krüger: Hirnströms Welt (Lucy) – Regie: Andrea Getto (Hörspiel – HR/DLF)